# Addendum

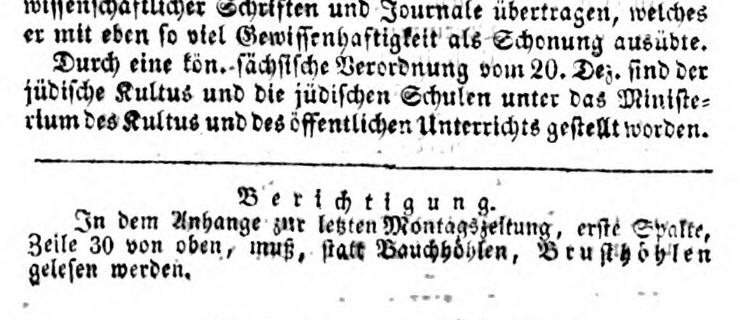
Errata als Addendum (Nachtrag) in der Ausgabe der Zeitung Der Bote von Tyrol vom 22. Januar 1835

Das Addendum (Mehrzahl Addenda; lateinisch addendum „das, was hinzugefügt werden muss / das Hinzuzufügende“) bezeichnet im Schriftwesen etwas Fehlendes, Nachzutragendes oder Anzuhängendes.
Formen sind Anhang, Anlage, Appendix („Anhängsel, Anhang“, von lateinisch appendere „anhängen, dazu-hängen“; Mehrzahl Appendizes, Appendices, Appendixe), Annex (lateinisch annexus „Verbindung, Zubehör, Anhängsel“; vergleiche auch Annexion), im Speziellen auch Nachtrag und andere Schriftstücke.
Zu den klassischen Addenda eines Manuskripts gehören Vorworte, Geleitworte, Einführungen, Nachworte (Nachreden), und die Appendices als zusätzliche Textabschnitte, etwa Endnoten, Register und Glossare, sowie Bildmaterialien. Diese dem eigentlichen Text beigefügten Sekundärtexte werden beim gebundenen Buch (häufig dort als Anhang tituliert) „eingebunden“ und verlieren den Charakter des eigenständigen Schriftstücks.
Als Anlage oder Anhang bezeichnet man auch die einem Akt beigefügten Schriftstücke, die zusammen die Akte bilden. In dieser Bedeutung findet es sich auch bei E-Mails, als den in Textform übermittelten beigefügten, nicht RFC-2822-konformen Datenformaten. Ist ein solches Addendum ein eigenständiges, abgeschlossenes Dokument, so sollte von Anlage gesprochen werden (zum Beispiel Prospekte als Anlagen zu einem Geschäftsbrief); ein Anhang wäre dann ein Schriftstück, das als Bestandteil des Hauptdokuments zu behandeln ist (zum Beispiel Daten in Tabellen, auf die der Text im Hauptdokument verweist). Derselbe Kontext gilt im Rechnungswesen, ein einzelnes Dokument der Rechnungslegung zum Jahresabschluss nennt man Anhang.
Im klassischen Briefverkehr findet sich das Postskriptum, der handschriftliche Nachtrag nach der Unterschrift. Dieses Wort ist auch für Nachworte literarischer Werke üblich.
Insbesondere heißen traditionell Addenda im Publikationswesen die Nachträge zu einem Buch, die – wenn nach der Drucklegung gesammelt – am Ende des Werkes eingefügt, oder – wenn nach erfolgtem Druck gesammelt – auf einem separaten Zettel nachgeliefert werden. Diese Bezeichnung ist ein Parallelstück zu den „zu verbessernden“ Stellen, den Corrigenda bzw. Errata. Das gilt auch für regelmäßige Publikationen (Zeitungen, Zeitschriften), wenn Nachträge zu den vorausgegangenen Erscheinungen veröffentlicht werden.
Annex ist ein typischer Ausdruck des Vertragswesens, so kann ein Annex Information wie längere Aufzählungen oder Tabellen enthalten, oder die vorherige Fassung einer Übereinkommensänderung. Für das Vorwort spricht man in diesem Zusammenhang von Präambel (lateinisch praeambulare „vorangehen“).